# Fijibracon insularis
Fijibracon insularis är en stekelart som beskrevs av Sergey A. Belokobylskij 1995. Fijibracon insularis ingår i släktet Fijibracon och familjen bracksteklar. Inga underarter finns listade i Catalogue of Life.